# جدایی دین از دولت در ایالات متحده آمریکا
" جدایی کلیسا از دولت " استعاره‌ای است که از توماس جفرسون نقل شده و توسط دیگران برای بیان درک هدف و عملکرد عبارت تشکیل و عبارت ورزیدن آزادانه متمم اول قانون اساسی ایالات متحده که می‌گوید: "کنگره در خصوص تشکیل مذهب [به‌صورت ملی]، یا منع پیروی آزادانه از آن … هیچ قانونی وضع نمی‌کند. " مورد استفاده قرار می‌گیرد.
این اصل از توماس جفرسون "تفکیک کلیسا و دولت" نقل شده است. این اصطلاح برای بیان درک هدف و کارکرد این مفهوم، که آزادی مذهب را تضمین می‌کند، استفاده می‌شود. این اصطلاح به‌طور کلی به نامه ۱ ژانویه ۱۸۰۲ جفرسون، خطاب به انجمن بپتیست دنبری در کانکتیکات ، منتشر شده در یک روزنامه ماساچوست مربوط می‌شود.
جفرسون نوشت،
همباور با شما که دین مسئله ای است که تنها بین انسان و خدای او جای دارد، این که او لازم ندارد به هیچ‌کس دیگری بابت آیین یا پرستشش جواب بدهد، این که قوای مشروع حکومت تنها به کنش‌ها می‌رسند و نه نظرها، من با احترام شدید عمیقاً فکر می‌کنم که کنش همه مردم آمریکا که اعلام کردند قوه مقننه شان نباید «در خصوص تشکیل مذهب [به‌صورت ملی]، یا منع پیروی آزادانه از آن … هیچ قانونی وضع کند»، بدین ترتیب دیوار جدایی باید بین دین و دولت ساخته شود. با رعایت این ابراز خواست عالی ملت به نیابت از حقوق وجدانی، من با رضایت صادقانه ترقی این احساسات که به بازگردانی همه حقوق طبیعی انسان به او گرایش دارند را خواهم دید، و متقاعد شده‌ام که او هیچ حق طبیعی در تعارض با وظایف اجتماعیش ندارد."
جفرسون متفکران دیگری از جمله راجر ویلیامز، مخالف باپتیست و بنیانگذار پراویدنس، رود آیلند را منعکس می‌کند. او نوشت:
وقتی آنها [کلیسا] شکافی در حصار یا دیوان جدایی بین باغ کلیسا و صحرای دنیا باز کرده‌اند، خدا خود دیوار را شکسته، شمعدان و غیره را برداشته، باغش را تبدیل به صحرا کرده آنچنان که امروز هست. و بنابراین هرگاه او بخواهد باغ و بهشتش را بازگرداند، ضرورت دارد از جهان دورش دیوار کشیده شود، و همه آنانی که باید از جهان نجات یابند باید از صحرای جهان منتقل شوند.
بر خلاف بسیاری از کشورهای اروپایی در آن زمان، با توجه به فقدان یک مذهب دولتی تثبیت شده در ایالات متحده، اصل ششم قانون اساسی ایالات متحده تصریح می‌کند که «هیچ آزمون مذهبی نباید به عنوان شرط صلاحیت برای هیچ منصب یا اعتماد عمومی تحت ایالات متحده مورد نیاز باشد.»
استعاره جفرسون از دیوار جدایی بارها توسط دادگاه عالی ایالات متحده ذکر شده‌است. در رینولدز در برابر ایالات متحده (۱۸۷۹) دیوان نوشت که نظرات جفرسون «می‌تواند به عنوان تقریباً یک اعلامیه صاحب اقتدار از دامنه و تأثیر متمم [اول] پذیرفته شود.» در اورسن در برابر هیئت آموزش (۱۹۴۷)، قاضی هیوگو بلک نوشت: «به قول توماس جفرسون، بند علیه تشکیل دین توسط قانون برای برافراشتن دیوار جدایی بین کلیسا و دولت بود.»
در مقابل این تأکید بر جدایی، دیوان عالی در دادگاه زورک در برابر کلاسن (۱۹۵۲) از سازگاری حمایت کرد و حکم کرد که که «نهادهای کشور یک وجود عالی را فرض می‌کنند» و به رسمیت شناختن خداوند از سوی دولت به منزله تشکیل یک کلیسای دولتی نیست که نویسندگان قانون اساسی قصد ممنوعیت آن را داشته‌اند.
میزان جدایی بین دولت و مذهب در ایالات متحده همچنان محل بحث است.